# Tramwaje w Samsunie
Tramwaje w Samsunie − system komunikacji tramwajowej w tureckim mieście Samsun.

## Historia
W lipcu 2008 podpisano umowę na budowę linii tramwajowej. Pierwszą linię tramwajową w Samsunie otwarto 10 października 2010. Na linii o długości 16 km znajduje się 21 przystanków. 

## Linia
Trasa linii tramwajowej:
- Gar − Üniversite

## Tabor
10 lipca 2008 podpisano umowę na dostawę 16 tramwajów Sirio. Tramwaje są 5 członowe o długości 32 m i szerokości 2,65 m.